# 安东都督府
安东都督府（676年—705年），唐朝管理高句丽故地的羁縻机构。676年，安东都护府内迁辽城（今辽宁辽阳），辽城（遼東）州都督作为管理高句丽故地的羁縻机构，高句丽宝藏王担任安东都督， 受安东都护府管辖。697年因契丹孙万荣叛乱和大祚榮的崛起废止安东都护府。改辽城（遼東）州都督为安东都督府，由高句丽宝藏王的三子高德武担任安东都督。705年，大祚榮接受唐朝招安，唐朝再设安东都护府。有观点认为，安东都督府后来在晚唐时期演化成了小高句丽。

## 辽城（遼東）、安东都督
| 官衔                 | 姓名             | 在位时间    | 生卒年          |
| -------------------- | ---------------- | ----------- | --------------- |
| 遼東州都督、朝鮮郡王 | 高藏             | 677年       | ？-682年        |
| 辽东都督             | 泉男生           | 677年—679年 | 634年—679年     |
| 安东都督，宝藏王之孙 | 高寶元           | 698年       | —               |
| 安东都督，宝藏王之子 | 高德武（高仇須） | 699年—？    | 664年？-738年？ |